# Eric Bergoust
Eric Bergoust, né le 27 août 1969 à Missoula, est un skieur acrobatique américain notamment champion olympique en 1998 et champion du monde en 1999 dans l'épreuve de sauts.

## Biographie
Eric Bergoust voulait être cascadeur ou pilote d'avion, mais décide de se tourner vers le ski acrobatique après en avoir vu à la télévision. En 1989, il est champion nord-américain en sauts. Il participe pour la première fois aux Jeux olympiques en 1994, où il est septième. Il est ensuite champion olympique à ceux de 1998, organisés à Nagano au Japon, puis respectivement 12e et 17e en 2002 et en 2006. Bergoust est deuxième aux championnats du monde de 1997 puis premier à ceux de 1999. En 103 départs en coupe du monde, il gagne 27 podiums dont 15 victoires. Il remporte le classement général de la coupe du monde en 2002, et il est premier du classement général de l'épreuve de sauts en 2001 et en 2002.

## Palmarès

### Jeux olympiques
- Médaille d'or aux JO 1998.

### Championnats du monde
- Médaille d'or aux Championnats du monde de ski acrobatique 1999.
- Médaille d'argent aux Championnats du monde de ski acrobatique 1997.

### Coupe du monde
- 1 gros globe de cristal :
  - Vainqueur du classement général en 2002.
- 2 petits globe de cristal :
  - Vainqueur du classement sauts en 2001 et 2002.
- 30 podiums dont 17 victoires.